# Марія Хмурковська
Марія Хмурковська (пол. Maria Chmurkowska; 9 січня 1901, Варшава – 9 червня 1979, Варшава) – польська актриса театру і кіно. Знялася в десяти фільмах між 1934 і 1967 роками.

## Життєпис

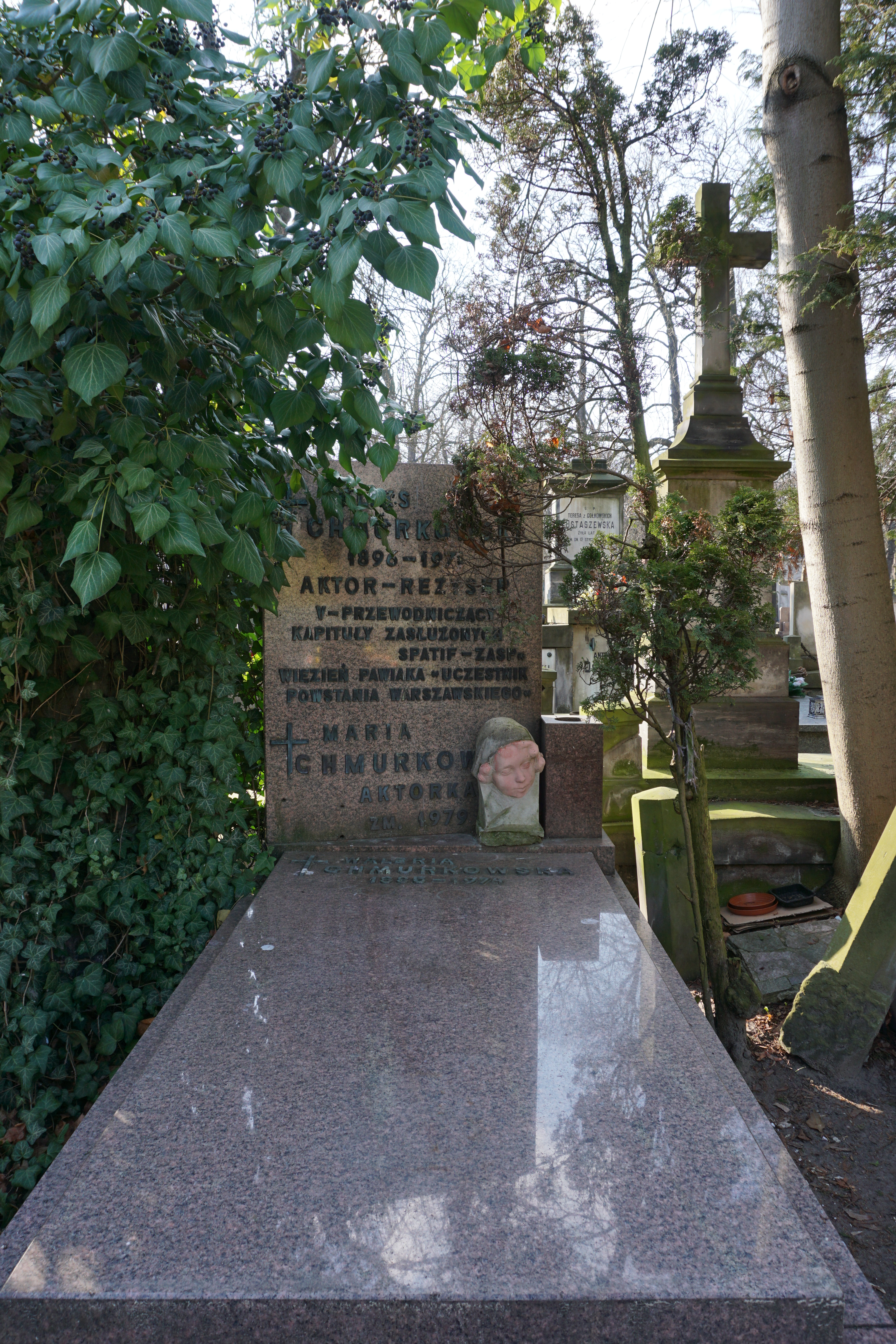
Могила Марії Хмурковської на Повонзькому цвинтарі

Марія Хмурковська народилася 9 січня 1901 у Варшаві. Була донькою Людвіка Фізера та Гелени, уродженої Новаковської, двоюрідної сестри професора Вацлава Мінаковського, а з 2 лютого 1921 – дружина Фелікса Хмурковського.
16 вересня 1918 дебютувала у Літньому театрі у Варшава в ролі Елли у п'єсі "Тітка" Кароля Брендона Томаса. 
У 1920 закінчила Варшавську драматичну школу. Після закінчення школи переїхала до Вільнюса, де виступала на сценах Повєчного та Польського театрів. Повернулася з Вільнюса до Варшави, де виступала в Празькому театрі. Потім грала на сценах Любліна, Гродно, Лодзя, Грудзьондза, Катовиців, Торуні та Познані. У 1931 оселилася на постійне проживання у Варшаві.
Під час окупації виступала на сценах відкритих театрів: "Ul", "Maska" та "Nowości". Була офіцером зв’язку Союзу збройної боротьби та Армії Крайової, а під час Варшавського повстання – медсестрою у повстанській лікарні, яку вона залишила з пораненими.
Після війни виступала в основному як актриса сцени, часто даючи монологи власного авторства. Також виступала в програмах Podwieczorek przy mikrofonie та Karuzela warszawska.
Померла 9 червня 1979 у Варшаві та була похована на Повонзківському цвинтарі (розділ 173-III-7).

## Фільмографія
- Kocha, lubi, szanuje (1934) – шоу-діва
- Jego wielka miłość (1936)
- Bolek i Lolek" (фільм) (1936) – Тітка Лола
- 30 karatów szczęścia (1936) – акторка
- Skłamałam (1937) – роботодавець Олени
- Szczęśliwa trzynastka (1938) – Лола Вульпі
- Dziewczyna szuka miłości (1938) – Фельсія
- Kłamstwo Krystyny (1939) – гість родини Марлецьких
- Dwa żebra Adama (1963) – Мацкова
- Wojna domowa (телесеріал) (1966) – леді в поїзді (14 серія)
- Mocne uderzenie (1966) – мати Майки

## Відзнаки
- Відзнака 1000-річчя Польської держави (1967)